# Swetosławci
Swetosławci (bułg. Светославци) – wieś w Bułgarii, w obwodzie Wielkie Tyrnowo, w gminie Elena. W 2024 roku liczyła 19 mieszkańców.